# 氧化還原酶
氧化還原酶是一種催化電子由一個分子（即還原劑，又名氫受體或電子供體）傳送往另一個分子（即氧化劑，又名氫供體或電子受體）的酶。舉例來說，若一種酶能催化以下的反應就是氧化還原酶：
{\displaystyle {\mbox{A}}^{\mbox{-}}+{\mbox{B}}\rightarrow {\mbox{A}}+{\mbox{B}}^{\mbox{-}}}
在這個例子，A就是還原劑（電子供體），而B就是氧化劑（電子受體）。
在生物化學反應中，氧化還原反應有時會較難界定，就如糖酵解：
{\displaystyle {\mbox{P}}_{\mbox{i}}+{\mbox{G3P}}+{\mbox{NAD}}^{+}\rightarrow {\mbox{NADH}}+{\mbox{H}}^{+}+{\mbox{1,3BPG}}}
在這個反應中，NAD+是一個氧化劑（氫受體），而G3P（即3-磷酸甘油醛）是一個還原劑（氫供體）。

## 命名
氧化還原酶是以「(供體)(受體)氧化還原酶」這種格式來命名。但是，使用「(供體)脫氫酶」卻更為非常普遍，就如在上述反應的3-磷酸甘油醛脫氫酶。另一種普遍的命名法是「(受體)還原酶」，就如NAD+還原酶。「(供體)氧化酶」則很少使用，除非受體本身是氧氣。

## 分類
氧化還原酶在EC編號中分類為EC1，並再細分為22個子類：
- EC 1.1包括催化CH-OH供體團的氧化還原酶
- EC 1.2包括催化醛或氧代供體團的氧化還原酶
- EC 1.3包括催化CH-CH供體團的氧化還原酶
- EC 1.4包括催化CH-NH2供體團的氧化還原酶
- EC 1.5包括催化CH-NH供體團的氧化還原酶
- EC 1.6包括催化NADH或NADPH的氧化還原酶
- EC 1.7包括催化其他氮化物為供體的氧化還原酶
- EC 1.8包括催化硫供體團的氧化還原酶
- EC 1.9包括催化亞鐵血紅素供體團的氧化還原酶
- EC 1.10包括催化酚及相關物質為供體的氧化還原酶
- EC 1.11包括催化過氧化物為受體的氧化還原酶（過氧化物酶）
- EC 1.12包括催化氫為供體的氧化還原酶
- EC 1.13包括催化帶氧的單分子為供體的氧化還原酶（氧化酶）
- EC 1.14包括催化帶氧的雙分子為供體的氧化還原酶
- EC 1.15包括催化超氧基為受體的氧化還原酶
- EC 1.16包括氧化金屬離子的氧化還原酶
- EC 1.17包括催化CH或CH2團的氧化還原酶
- EC 1.18包括催化鐵硫蛋白為供體的氧化還原酶
- EC 1.19包括催化還原黃素氧還蛋白為供體的氧化還原酶
- EC 1.20包括催化磷或砷為供體的氧化還原酶
- EC 1.21包括催化X-H及Y-H為X-Y鍵的氧化還原酶
- EC 1.97包括其他氧化還原酶

## 外部連結
- 倫敦大學瑪莉皇后學院有關EC1的酶的介紹 （页面存档备份，存于）